# الكرهية (حبيل جبر)

تعديل مصدري - تعديل

الكرهيـة هي إحدى قرى عزلة حبيل جبر بمديرية حبيل جبر التابعة لمحافظة لحج، بلغ تعداد سكانها 624 نسمة حسب تعداد اليمن لعام 2004.